# Wialikaje Pole (rejon dokszycki)
Wialikaje Pole (biał. Вялікае Поле; ros. Великое Поле, Wielikoje Pole) – wieś na Białorusi, w obwodzie witebskim, w rejonie dokszyckim, w sielsowiecie Biarozki. W 2009 roku liczyła 6 mieszkańców.